# Problemlösen
Das Problemlösen (sowie die Problemlösung) ist eine Schlüsselkompetenz von Personen, die darauf abzielt, erkannte Probleme durch intelligentes Handeln, durch bewusste Denkprozesse zu beseitigen.
Grayson H. Wheatleys launige Definition „Problemlösen ist das, was man tut, wenn man nicht weiß, was man tun soll“ verweist auf die Unzufriedenheit mit einem Ist-Zustand als Ausgangspunkt einer Problemlösung, der durch Problemlösen zu einem Soll-Zustand verändert werden soll. Die Abfolge unterschiedlicher Schritte auf dem Weg bezeichnet man als Problemlösungsprozess. Erforscht werden die Grundlagen von der Kognitiven Psychologie, der Kognitionswissenschaft und der Entscheidungstheorie.
Karl Duncker definierte 1935/1974: „Ein ‚Problem‘ entsteht z. B. dann, wenn ein Lebewesen ein Ziel hat und nicht ‚weiß‘, wie es dieses Ziel erreichen soll. Wo immer der gegebene Zustand sich nicht durch bloßes Handeln (Ausführen selbstverständlicher Operationen) in den erstrebten Zustand überführen lässt, wird das Denken auf den Plan gerufen. Ihm liegt es ob, ein vermittelndes Handeln allererst zu konzipieren.“
Für die Normalwissenschaft besteht nach Thomas Samuel Kuhn die ständige Aufgabe zum Problemlösen. Wissenschaftler werden angeleitet, eine bestimmte Tradition des Problemlösens weiterzuführen. Auch der Philosoph Karl Raimund Popper (Alles Leben ist Problemlösen, 1994) zeigt den universalen Sinn auf.

## Kategorisierungen
Probleme lassen sich hinsichtlich ihrer Komplexität, der Klarheit ihrer Ziele und Mittel, ihrer Zeitskala, Herkunftsbereiches, Zeitdrucks sowie der Motivation, welche dem Problem anhaftet, kategorisieren. Problemlösungen sind erforderlich für persönliche Probleme (Informationsasymmetrie, Konflikte, Rivalität, Streit bei der interpersonalen Kommunikation) oder für Sachprobleme. Zu letzteren gehören beispielsweise Fehler, Finanzrisiken, Rechtsrisiken, Rechtsstreit, organisatorische Schwachstellen, betriebliche Anpassungen oder Job-Stopper in der Organisation.

### Wirtschaft
In der Wirtschaft gibt es Alltagsprobleme bei allen Wirtschaftssubjekten (Privathaushalte, Unternehmen, Staat und dessen Untergliederungen wie öffentliche Verwaltung). Probleme in diesem Sinne sind Aufgaben oder Streitfragen, deren Lösung mit Schwierigkeiten oder Hindernissen verbunden ist. Sie müssen gelöst werden, um die persönlichen Ziele, Unternehmensziele oder Staatsziele erfüllen zu können. Dabei sorgt Initiative als gezielt organisierbare Aufgabe dafür, dass eine permanente Problemsuche stattfindet, eine präzise und dokumentierte Problemartikulation erfolgt, ein sanktionsminimales Problem-Management vorhanden ist, bestehende Informationsresistenz abgebaut und die Eigenverantwortung gestärkt wird. Als Problemlösungen werden in der Betriebswirtschaftslehre auch die an individuellen Kundenanforderungen ausgerichteten Produkte oder Dienstleistungen verstanden (siehe Lösung).

### Pädagogik
Problemlösendes Denken ist ein zentrales Lernziel der gesamten Bildung und daher ein Gegenstand der Pädagogischen Psychologie. Besonders in den USA werden problem solving skills in den Bildungseinrichtungen trainiert. Bei den vier Lernzielstufen von Heinrich Roth (Strukturplan 1970) steht es an oberster Stufe, ebenso bei den EPA-Anforderungsbereichen in der Abiturprüfung. Hans Aebli unterscheidet zur Lernform Problemlösung verschiedene Problemtypen, die den Lernenden präsentiert werden:
- Probleme, die sich ergeben, weil unser Bild der Wirklichkeit Lücken aufweist, „Probleme mit Lücke“ (Max Wertheimer), fehlende Geschlossenheit der Gestalt, weiter unterteilbar in Interpolations- (lösbar durch eine Transformation) und offene Gestaltungsprobleme (lösbar durch neue Verknüpfungen). Wichtige Zwischenstationen sind die Prüfungen der Zwischenergebnisse und das Ausschließen von „Holzwegen“.
- Probleme, bei denen ein Widerspruch in unseren Wahrnehmungen und Aussagen vorliegt (Kognitive Dissonanz);
- Probleme, die sich aus einer unnötigen Kompliziertheit (Komplexität s. u.) unserer Weltsicht oder Handlungspläne ergeben, zum Beispiel bei einem Text vor der Trennung des Wichtigen vom Unwichtigen.

## Phasen des Problemlösens
Das Problemlösen setzt eine zeitliche Abfolge kognitiver Aktivitäten voraus. Diese reichen von der Identifikation des Problems über eine genaue Situationsanalyse und Zielbestimmung bis hin zur Planerstellung sowie deren Ausführung und Evaluation. Im Folgenden werden die Phasen des Problemlösens und ihre charakteristischen Eigenschaften näher erläutert.
Phase 1Problemidentifikation
Zunächst muss ein Problem erkannt werden, insbesondere bei komplexen Sachverhalten. Ein Problem gilt als identifiziert, sobald erkannt wird, dass ein gesetztes Ziel nicht ohne weiteres Nachdenken zu erreichen ist.
Phase 2Ziel- und Situationsanalyse
Die zweite Phase besteht aus zwei Teilphasen, der Ziel- sowie der Situationsanalyse.
Phase 2a: Zielanalyse
In dieser Phase geht es um eine genaue Definition des in Phase eins gesetzten Zielzustandes. Es wird untersucht, durch welche Merkmale der zu erreichende Soll-Zustand gekennzeichnet ist.
Phase 2b: Situationsanalyse
Die Phase der Situationsanalyse beinhaltet eine Bestandsaufnahme der Ist-Situation. Im Gegensatz zur Zielanalyse sowie zur Problemidentifikation steht hierbei nicht der angestrebte Soll-Zustand im Fokus. Stattdessen wird untersucht, warum die Lösung eines Problems momentan nicht möglich ist (Konflikt). Außerdem wird geprüft, welches Material zur Verfügung steht und was hiervon im Verlauf der Problemlösung wichtig sein könnte.
Phase 3Planerstellung
Die dritte Phase beschäftigt sich mit der Vorbereitung eines konkreten Vorgehens zur Problemlösung. Nach der Definition eines Ausgangs- und Zielzustands kann ein Lösungsplan begonnen werden. Zunächst müssen die Handlungen in einer logisch sinnvollen Reihenfolge ausgeführt, weiter die Rahmenbedingungen erkannt und richtig eingeschätzt werden. Zwischenziele erleichtern die Erstellung. Für eine erfolgreiche Plandurchführung ist es wichtig, verfügbare Alternativen im Falle auftretender Störungen zu bedenken, außerdem, die Angemessenheit der Auflösung richtig einschätzen zu können.
Phase 4Planausführung
Diese Phase beinhaltet die konkrete Umsetzung des erstellten Lösungsplans. Während der Durchführung wird das Geschehen ständig überwacht und auf Fehler überprüft. Auf diese Weise ist eine schnelle Reaktion möglich und eine Planänderung bzw. ein Planabbruch können eingeleitet werden. Die Phase der Planausführung ist eng mit der Phase der Planerstellung verknüpft. Häufig werden Handlungsschritte des Lösungsplans erstellt und durchgeführt, noch ehe der weitere Verlauf des Plans feststeht.
Phase 5Evaluation
In der letzten Phase des Problemlösens wird das Ergebnis bewertet. Die Bewertung erfolgt anhand der in der Zielanalyse formulierten (Teil-)Ziele. Je mehr dieser Teilziele erreicht wurden, desto besser ist das Gesamtergebnis zu bewerten. Im Falle einer eher negativen Ergebnisbewertung erfolgt ein Abbruch des Zielerreichungsversuchs oder ein erneuter Lösungsversuch.

### Kriterium der Motivation/Emotion
Hinsichtlich der mit einem Problem verbundenen Motivation/Emotion können diese in „high-stakes-“ sowie „low-stakes“-Probleme unterteilt werden. Während bei den „high-stakes“ Problemen eine hohe Motivation sowie eine intensive emotionale Beteiligung des Akteurs vorliegt, ist ein „low-stakes“-Problem mit wenig Emotionen und nur geringer Motivation behaftet. Von „high-stakes“-Problemen spricht man demnach bei Problemen, deren Lösung mit großer Wichtigkeit verbunden ist. Ein Beispiel hierfür wäre das Raumschiff „Odyssey“, welches während der Apollo-13-Mission beim Austritt aus der Erdatmosphäre Explosionen im Sauerstofftank zu verzeichnen hatte. Die Besatzung musste dieses nie dagewesene Problem unbedingt auf irgendeine Weise lösen, um keine menschlichen Verluste hinnehmen zu müssen. Entsprechend hoch waren hier natürlich die Motivation der Akteure und ihre emotionale Beteiligung. Bei „low-stakes“-Problemen handelt es sich um Probleme der eher unwichtigen Art. Der Akteur fände eine Lösung des Problems zwar schön, wäre im Falle eines Nichtgelingens aber auch nicht weiter enttäuscht.

### Kriterium der Klarheit der Ziele und Mittel
Probleme unterscheiden sich auch hinsichtlich der Klarheit ihrer Ziele und Mittel. Man differenziert hier zwischen wohl definierten Problemen (well-defined) und schlecht definierten Problemen (ill-defined). Wohldefinierte Probleme verfügen über klare Ausgangs- und Zielsituationen, außerdem ist bekannt, welche Mittel (Operatoren) für den Prozess des Problemlösens zur Verfügung stehen. Während die wohldefinierten Probleme eher zu den „angenehmen“ Problemen gezählt werden können, stellen die schlecht definierten Probleme eine größere Herausforderung für den Problemlöser dar. Hier sind weder die Ausgangs- noch die Zielbedingungen klar definiert. Es ist fraglich, welche Teilziele anzustreben sind und welche Merkmale die gewünschte Zielsituation denn überhaupt ausmachen. Außerdem liegen wenige oder gar keine Informationen über die vorhandenen Operanten vor. Beispielhaft für ein schlecht definiertes Problem ist der Nahostkonflikt mit all seinen intransparenten, vernetzten und verwirrenden Vorgängen.

### Kriterium der Komplexität
Eine Unterscheidung von Problemen kann auch nach dem Kriterium der Komplexität erfolgen. Diese Differenzierung betrifft den Unterschied zwischen komplexen und einfachen Problemen. Bei einfachen Problemen ist eine bekannte, singuläre Lücke im Handlungsplan zu füllen. Ein Beispiel für diese Art eines Problems wäre ein Puzzle, welchem noch ein einziges Teil zur vollständigen Fertigstellung fehlt. Einfache Probleme sind stets wohldefiniert. Komplexe Probleme hingegen sind schwerer zu lösen. Hier gilt es eine Vielzahl an teilweise nicht genau definierten Lücken im Handlungsverlauf zu schließen, welche sich häufig erst im Laufe des Problemlöseprozesses auftun. Komplexe Probleme sind stets schlecht definiert, es ist somit nicht einfach zu erkennen, ob der gewählte Lösungsentwurf tatsächlich zielführend ist. Der Schutz eines Atomkraftwerkes vor terroristischen Angriffen und Umweltkatastrophen stellt ein komplexes, schlecht definiertes Problem dar. Es müssen hier zahlreiche Optionen bedacht werden, die Gefahr, eine Lücke übersehen oder nicht vollständig verschlossen zu haben, ist stets präsent.

### Kriterium der Zeitskala
Auch gemessen an einer Zeitskala, zeigen sich klare Differenzen zwischen den einzelnen Problemen. Während kurzfristige Probleme schnell gelöst werden können, ist für die Lösung langfristiger Probleme ein über eine größere Zeitspanne andauernder Arbeitsprozess mit verschiedenen Teilzielen durchzuführen. Ein Beispiel für ein langfristiges Problem ist der Vorsatz, in der Arbeitswelt eine bessere Work-Life-Balance zu erwirken. Dieses Ziel ist nicht ohne weiteres zu erreichen, sondern bedarf eines langfristig angelegten Lösungsplanes, welcher verschiedene Zwischenziele beinhaltet.

### Kriterium des Zeitdrucks
Probleme können auch nach der Intensität ihres anhaftenden Zeitdrucks differenziert werden. Während manche Probleme ohne jegliche zeitliche Begrenzung gelöst werden können, bedürfen andere eines extrem schnellen Handelns des Akteurs. Läuft beispielsweise ein Kind auf der Straße vor ein Auto, so hat der Autofahrer lediglich einen Bruchteil von Sekunden Zeit, um das Problem zu lösen, indem er bremst oder ausweicht. Ein Schachspieler hingegen kann seinen nächsten Spielzug so lange überlegen, wie er möchte, was ihm die Möglichkeit verschafft, sehr viele Überlegungen anzustellen.

### Kriterium des Bereiches
Auch der Bereich bzw. die Domäne, der ein Problem entstammt, ist ein Kriterium zur Kategorisierung. So unterscheidet man beispielsweise akademische von nicht akademischen Problemen, Probleme aus dem Bereich der Natur von Problemen aus dem Bereich der Technik etc. Je nach seiner Domäne bedarf ein Problem spezifischer Problemlösestrategien bzw. Kenntnis über die Eigenschaften des jeweiligen Bereiches.

## Objektive Problembeschreibung
Da kognitive Problemlöseprozesse immer auf einer subjektiven Problemrepräsentation beruhen, ist es für die systematische Untersuchung des Problemlösens notwendig zu definieren, wodurch ein Problem überhaupt gekennzeichnet ist. In einem komplexen Raum, der unendlich viele verschiedene Zustände annehmen kann, kann ein Problem als Unterschied zwischen einem vorliegenden Ausgangszustand und einem Zielzustand gesehen werden. Das Ziel eines Problemlöseprozesses ist es, diesen Unterschied schrittweise über Zwischenzustände zu minimieren, die durch die gezielte Anwendung von Operatoren erzeugt werden. Ein Operator wird in diesem Sinne definiert als Handlung, die einen Problemzustand in einen anderen transformiert. Somit kann ein Problem durch seinen Zielzustand und das Operatorinventar, mit dem dieser erreicht werden soll, erschöpfend beschrieben werden. Nach Dietrich Dörner (1981) kann über diese beiden Komponenten jedes Problem klassifiziert werden:
- ein Problem mit geschlossenem, sprich genau eingegrenztem, Zielzustand und Operatorinventar ist durch eine Interpolationbarriere gekennzeichnet (bspw. Schach),
- ein Problem mit geschlossenem Zielzustand und offenem Operatorinventar ist durch eine Synthesebarriere gekennzeichnet (bspw. Forschung in der Medizin),
- ein Problem mit offenem Zielzustand und geschlossenem Operatorinventar ist durch eine dialektische Barriere gekennzeichnet (bspw. Urlaubsplanung),
- ein Problem mit offenem Zielzustand und Operatorinventar ist durch sowohl eine Synthese- als auch eine dialektische Barriere gekennzeichnet.

Die formalisierten Formen von Operatoren werden als Produktionen bezeichnet, welche durch Bedingtheit, Modularität, Zielzerlegung und Abstraktheit gekennzeichnet sind. Sie setzen sich aus zwei Komponenten zusammen:
1. eine WENN-Komponente, die die Anwendungsbedingung und somit implizit den Zielzustand enthält,
2. eine DANN-Komponente, die den spezifischen Operator enthält, der entweder zum Ziel- oder zu einem Zwischenzustand führt.

## Die Theorie des Problemlösens von Newell und Simon
Noch immer bildet die Theorie des Problemlösens von Allen Newell und Herbert A. Simon (1972) die Grundlage vieler Ansätze. Sie betrachten den Menschen als Informationsverarbeitungssystem mit beschränkten Fähigkeiten, das mit seiner Umwelt interagiert und einen Problemlöseprozess durchläuft. Nach ihrer Theorie (information processing approach, 1972) sind zwei kooperierende Teilprozesse zentral: der Verstehens- und der Suchprozess.
Im Verstehensprozess (understanding) geht es um das Erzeugen einer internen Repräsentation des Problems, um drei wichtige Informationen zu gewinnen: Zunächst wird der Anfangszustand bestimmt, dann welche Operatoren zur Änderung des Ist-Zustandes verwendet werden können. Der Endzustand ist genau anzugeben. Durch diese drei Komponenten wird der Problemraum (problem space) konstituiert. Er ist kein fixes Konstrukt, sondern im Laufe des Lösungsprozesses weiter veränderbar.
Der Teilprozess Suche (search) befasst sich mit der Problemlösung, eng verknüpft mit dem Verstehensprozess. Gesucht wird nach der Diskrepanz zwischen Ausgangszustand und Zielzustand sowie nach Operatoren, die zum Erreichen des Zielzustandes beitragen könnten. Unterschieden wird hierbei zwischen schwachen und spezifischen Methoden. Während spezifische Methoden viel Kraft haben, aber selten eingesetzt werden können („Nimm einen Hammer, um den Nagel in die Wand zu schlagen!“), besitzen schwache Methoden weniger Kraft, können dafür aber häufiger eingesetzt werden („Benutze ein Werkzeug, um weiterzukommen!“).
Die Theorie des Problemlösens von Newell und Simon umfasst einen mehrstufigen Problemlöseprozess:
1. Im ersten Schritt erfolgt die Erzeugung einer mentalen Repräsentation des Problems in der problemlösenden Person.
2. Daraufhin wird aus einem internen Speicher für Lösungsmethoden eine passende Methode ausgewählt.
3. Im dritten Schritt wird die Methode angewendet. Sie endet entweder aus sich selbst heraus oder aufgrund metakognitiver Prozesse.
4. Je nach Endergebnis der Methode wird nun die interne Repräsentation verändert, eine andere Lösungsmethode angewendet oder der Lösungsversuch abgebrochen.
5. Probleme, die während der Anwendung einer Methode auftreten, werden als Unterziele auf dieselbe Weise bearbeitet wie das ursprüngliche Problem. Beeinflusst und verändert werden kann der Lösungsprozess durch neu eintreffende Informationen.

Verschiedene Faktoren beeinflussen den Problemraum sowie das Lösungsprogramm. Hierzu ist unter anderem die Instruktion zu nennen, welche eine Beschreibung von Ausgangs- und Zielszustand liefert. Des Weiteren sehen Newell und Simon die vorherige Erfahrung der problemlösenden Person mit der fraglichen oder einer ähnlichen Aufgabe als wirksame Größe. Auch die im Langzeitgedächtnis gespeicherten Lösungsräume, welche auf eine Vielzahl von Aufgaben anwendbar sind, sowie die gespeicherten Programme zur Konstruktion von Problemräumen und neuen Programmen, spielen eine bedeutende Rolle. Auch der Verlauf des aktuellen Problemlöseprozesses ist bedeutend.

## Heuristiken und Strategien
Problemlösen verläuft in der Regel nach folgendem Schema:
1. Am Anfang steht das Problem, ein kognitiver Konflikt, ein unbefriedigender Ist-Zustand,
2. Es bedarf nun epistemischer Neugier, um den Ist-Zustand zu überwinden,
3. Suche nach Hilfsmitteln, Informationen, Lösungsansätzen beginnt,
4. Haben wir einen richtigen Lösungsweg gefunden, erfahren wir einen Aha-Effekt (wenn nicht: zurück zu 3.),
5. Am Ende steht die Entspannung, der angestrebte Soll-Zustand.

Dass der Prozess des Problemlösens alles andere als trivial ist, zeigt eine Vielzahl von Heuristiken, die es Individuen oder Gruppen (siehe auch Problemlösungstechnik (Gruppe)) erlauben, trotz begrenzter Ressourcen (Zeit, Energie usw.) Probleme so zu bearbeiten, dass sie in den meisten Fällen eine adäquate Lösung finden.
Zentrale Mechanismen, die sich hierfür im Laufe der Evolution als sinnvoll erwiesen haben, sind sog. Heuristiken. Sie bewirken allerdings in manchen Situationen, dass beim Lösen komplexer Probleme systematische Fehler begangen werden.
Das Anwenden von verschiedenen Lösungsstrategien beruht darauf, dass eine Person für eine Problemsituation mehrere Lösungsmöglichkeiten im Gedächtnis abgespeichert haben kann. Sie beobachtet die Situation, bewertet entsprechend ihrer auf Erfahrungen beruhenden oder anders gelernten Lösungsstrategien und sucht nach einem Weg, um die Situation adäquat zu lösen.
Konkrete Methoden für das Problemlösen bieten die diversen Kreativitätstechniken und spezielle, für Gruppen konzipierte Problemlösungstechniken. Die beiden Methoden sind nicht streng zu trennen, da verschiedene Techniken, wie beispielsweise Verfahren der problemlösenden Kreativität oder systematischen Heuristik, sowohl über inneren als auch äußeren Dialog funktionieren.
Problemlösen geschieht zwischen zwei möglichen Extremen:
1. Versuch und Irrtum (englisch trial and error) und anderen Heuristiken oder
2. Lernen durch Einsicht (englisch insight learning).

Die Unterscheidung zwischen den Begriffen Heuristiken und Strategien ist beim Problemlösen nicht einheitlich. Im Folgenden wird daher auf eine Differenzierung verzichtet und es werden beispielhaft verschiedene Problemlösestrategien/-heuristiken vorgestellt.

### Versuch und Irrtum
Die Methode „Versuch und Irrtum“ wurde von Edward Lee Thorndike an Ratten untersucht. Es setzt keinerlei Intelligenz voraus. Zur Veranschaulichung: Ein eingesperrter Hund wird sich erst durch Lautgeben bemerkbar machen. Dem Bellen folgt vermutlich Türkratzen. Wenn das nicht hilft, wird er vermutlich an der Tür hochspringen und es letztendlich auch durch Zufall schaffen, die Türklinke herunterzudrücken. Bei Erfolg wird er dieses aus Versuch und Irrtum heraus „Erfahrene“ immer wieder anwenden. Bei Kindern kann man ähnliches beobachten. Haben sie gelernt, dass sie mit einem bestimmten Verhalten eine Situation meistern konnten, wiederholen sie dieses in Zukunft.
Für die trial-and-error-Strategie ist ein Erinnerungsvermögen, das ausschließt, durch Zufall immer wieder erfolglose Ansätze durchzuexerzieren, wesentliche Voraussetzung. Das kreative Verändern von bereits erfolgreich angewandten Problemlösestrategien für das Meistern von ähnlichen Problemen, das sogenannte „Umstrukturieren“ von Gelerntem, ist ein wichtiger Schritt weg von Zufallsaktionen und hin zu einsichtigem Problemlösen. Im Gehirn bereits vorhandene Schemata werden den Gegebenheiten der jeweiligen Situation dabei durch Verallgemeinerungsleistungen angepasst. Umstrukturierung von Gelerntem setzt also Abstraktionsvermögen voraus. Mit Kreativität bezeichnet man hingegen die Möglichkeiten eines intelligenten Wesens, neue, noch nicht gezeigte Verhaltensweisen bzw. Ideen in den Problemlösungsprozess einzubinden.

### Unterschiedsreduktion
Wie schon oben erwähnt, besagt die Unterschiedsreduktion, dass eine effektive Problemlösung zumeist möglich ist, indem man sich sukzessiv dem Zielzustand annähert. Dieses Prinzip wird auch Bergsteigermethode genannt und hat den Nachteil, dass eventuell bei komplexen Problemlöseprozessen Zwischenzustände erreicht werden, von denen aus es nicht mehr weitergeht, und man somit auf frühere Zwischenschritte zurückgreifen muss.
Ein Problem, an dem sich die Methode der Unterschiedsreduktion zeigen lässt, ist die sogenannte Missionare-und-Kannibalen-Aufgabe. Drei Missionare und drei Kannibalen (in anderen Versionen Hobbits und Orcs oder Ähnliche) wollen in einem maximal zwei Personen fassenden Boot auf die andere Seite eines Flusses übersetzen. Allerdings darf die Anzahl der Kannibalen niemals die der Missionare übersteigen. Beim Lösungsversuch gibt es immer zwei mögliche Züge, wobei der eine wieder in einen früheren Zustand zurückführt.

### Mittel-Ziel-Analyse
Bei komplexeren Problemstellungen kann die Bergsteigermethode jedoch in Sackgassen oder Endlosschleifen enden. Eine effektive Problemlösungsstrategie, die solche Schwierigkeiten vermeidet, bietet die Mittel-Ziel-Analyse, die Simon & Newell (1972) formulierten. Sie beruht darauf, dass die zur Lösung relevanten, aber nicht verfügbaren Operatoren verfügbar gemacht werden. Dies geschieht mittels Rekursion, in der der Zielzustand in Teilziele zerlegt wird, die mittels anderer verfügbarer Operatoren erfüllt werden. Modelliert wurde dies als Informationsverarbeitungsprozess mit Hilfe eines Computers: des General Problem Solvers.

### Analogiebildung
Eine weitere relevante Heuristik ist die Analogiebildung, bei der Elemente aus einer Basisdomäne, ein Problem, dessen Lösung schon vorher bekannt war, auf eine Zieldomäne übertragen wird. Ein Beispiel hierfür ist die Übertragung der Elemente des heliozentrischen Modells auf ein Atommodell durch Rutherford. Damit die Elemente jedoch übertragen werden können, bedarf es des Wissens um das Vorhandensein von relevanten Domänen, aus denen Operatoren abgeleitet werden können. Nach Dörner (1981) ist hierfür jedoch eine Abstraktion nötig, die in vielen Fällen nicht naheliegend sein muss, da die Basisdomänen anders repräsentiert sind als die Zieldomäne. Mögliche Schwierigkeiten entstehen hier beispielsweise durch die funktionale Fixierung (man kann ein Hasenfell durchaus als Zunder benutzen, auch wenn dies nicht naheliegt) oder durch Einstellungseffekte.

### Weitere Strategien
- Mittel-Zweck-Analyse: Ist mein Lösungsweg das richtige (Mittel), um den Soll-Zustand zu erreichen (Zweck)? Ist der zu erwartende neue Zustand näher am Ziel (Soll-Zustand)?
- Vom Ziel aus denken
- Barrieren überwinden: umstrukturieren einer festgefahrenen Lösungsstrategie

### Strategieauswahl aus systemtheoretischer Sicht
Beim Denken in Systemen wird das Problem in ein ganz bestimmtes paradigmatisches System eingeordnet und die Lösungsstrategie aus bekannten, auf dieses Paradigma angepassten Strategien ausgewählt.
- Berichtet etwa ein Mensch über ihn belastende Ängste und Träume, so wird ein entsprechend geschulter Psychologe am ehesten aus der psychoanalytischen Sichtweise an dieses Phänomen herantreten. Wird über diesen Menschen aus seinem Umfeld jedoch berichtet, dass er z. B. in verschiedenen Situationen scheinbar grundlos aggressiv wird, so wird der Psychologe wohl eher aus der behavioristischen Sichtweise argumentieren, dass dieses Verhalten erlernt wurde und wieder verlernt werden kann. Die Gestaltpsychologie betrachtet den Menschen an sich und seine Umwelt und versucht auf diesem Wege, Problemlösungstechniken anzuwenden.
- Wenn ein Team aus Bauingenieuren mit Schwerpunkt Brückenbau den Auftrag bekommt, eine neue Bahntrasse durch ein hügeliges Gelände zu führen, wird es eine hochgelegene Trasse suchen und Täler mit Brücken überspannen. Bauingenieure mit Schwerpunkt Tunnelbau werden eine tiefergelegene Trasse suchen und finden, die die Täler durchfährt und Berge mit Tunneln durchqueren.

## Erfahrung und Lernen beim Problemlösen

### Einstellungseffekt
Man spricht von einem Einstellungseffekt, wenn bei ähnlichen Problemen oder einer Reihe von Problemen ein bestimmtes Lösungsmuster zur Routine wird. Das Muster wird oftmals selbst dann ausgeführt, wenn es einfachere und kürzere Lösungswege gäbe.
Durch die Schwierigkeiten, welche oben bereits bei „Analogiebildung“ erwähnt wurden, wird häufig vom Einstellungseffekt in negativer Weise gesprochen. Denn trotz einfacherer Lösungswege werden oftmals ineffektivere Varianten gewählt. Doch man kann durch den Einstellungseffekt ebenfalls aufzeigen, dass man beim Problemlösen schnell lernt und sich dabei stabile Routinen bilden können. Außerdem spricht die kognitive Ökonomie für den Einstellungseffekt. Denn für die problemlösende Person ist dies der sparsamste und mit Sicherheit erfolgreichste Weg, ein Problem beziehungsweise vor allem viele aufeinanderfolgende Probleme möglichst schnell zu lösen.
Der Einstellungseffekt kann durch zwei Theorien erklärt werden, wobei die eine die andere nicht ausschließt.
Zum einen kann eine Einstellung auf den Sequenzeffekt zurückgeführt werden. Dieser besagt, dass bei aufsteigenden Schwierigkeitsstufen leichter gelernt werden kann als bei absteigenden. Tritt ein Bruch in dem Anstieg der Schwierigkeit ein, kann der Einstellungseffekt eintreten, da bei stetig steigender Erschwernis eine leichtere Aufgabenstellung schlichtweg nicht in Betracht gezogen wird.
Zum anderen besagt die Hypothesentheorie, dass Probleme, welche plötzlich aus einem anderen Hypothesenraum erscheinen, ebenfalls einen Einstellungseffekt unterstützen. Denn eine Problemlösestrategie aus dem vorherigen Hypothesenraum fortzuführen, ist bequemer und unkomplizierter, als sich an einen neuen anzupassen. Sind somit ein Bruch in der aufsteigenden Schwierigkeit und/oder ein Wechsel im Hypothesenraum gegeben, kann ein Einstellungseffekt entstehen.

### Schemainduktion
Lernt man aus der Erfahrung im Umgang mit Problemen, lässt sich das so induzierte Wissen in vier Teilgebiete gliedern:
1. Die Fähigkeit, einen bestimmten Problemtyp zu erkennen (englisch identification). Beispiel: „Diese Aufgabe sieht aus wie ein Dreisatz-Problem“.
2. Das Wissen, was die in 1 identifizierten Probleme strukturell gemeinsam haben, welche weiteren Beispiele ebenfalls zu diesem Typ passen usw. (englisch elaboration).
3. Das Wissen, welche Schritte zur Lösung des vorliegenden Problems zu unternehmen sind, welche Werkzeuge gebraucht werden, wie Ressourcen aufzuteilen sind usw. (englisch planning).
4. Die Fertigkeit, die in 3 geplanten Schritte auszuführen (englisch execution).

Die ersten drei Wissensarten sind deklarativ, die vierte ist prozedural.

### Interne Repräsentation
Unter interner Repräsentation versteht man sämtliche inneren Vorstellungen (z. B. stellt man sich vor, welche Handgriffe man ausgeführt hat, kurz bevor man den Schlüssel verlegt hat). Dabei ist es am wichtigsten sich das Ziel (= Endzustand) genau vorstellen zu können bzw. genau zu wissen, WAS das Ziel ist. Des Weiteren müssen auch die Ausgangssituation bekannt sein sowie die anzuwendenden Operatoren und deren Einschränkungen. Solche internen Repräsentationen werden aufgebaut, indem man Informationen über das Problem zufügt oder weglässt bzw. diese Informationen interpretiert. Die interne Repräsentation ist ausreichend für einfache Probleme.

### Externe Repräsentation
Bei komplexeren Problemen muss zusätzlich eine externe Repräsentation stattfinden. Externe Repräsentationen sind alle Repräsentationsformen, die außerhalb der geistigen Vorstellung stattfinden, zum Beispiel an den Fingern abzählen, laut vorlesen, aufzeichnen etc. Externe Repräsentation kann nur stattfinden, wenn bereits eine interne Repräsentation vorhanden ist, und hilft, Beziehungen zwischen Problemaspekten aufzuzeigen.

### Entwicklung und Veränderung der Repräsentation
Repräsentationsformen können sich im Laufe des Problemlöseprozesses weiterentwickeln, was als Verbesserung angesehen wird. Die Veränderungen finden statt, da man anfangs wichtige Aspekte übersehen hat. Eine günstige Repräsentationsform auszuwählen, ist eine Lösungsstrategie.

## Notfallreaktion des kognitiven Systems
Die Notfallreaktion des kognitiven Systems, kurz NRK, ist eine Reaktion auf unspezifische Gefahrensituationen und ist zum Teil genetisch vorgegeben, kann jedoch auch hervorgerufen werden durch Faktoren aus dem direkten und indirekten Umfeld, die dabei diesen Zustand begünstigen oder auslösen oder es kann antrainiert werden, um instinktiv auf bestimmte Handlungsmechanismen zurückgreifen zu können. Sie ist hilfreich für eine schnelle Reaktion. Das heißt, dass sowohl Stresssituationen als auch stressähnliche Symptome die NRK auslösen können. Die NRK ist also eher eine reaktive, spontane als eine geplante Handlung.
Es gibt drei Effekte der NRK:
1. Der erste Effekt besagt, dass eine Senkung des intellektuellen Niveaus entstehen kann. Das heißt, dass Selbstreflexion und Absichten der problemlösenden Person heruntergesetzt werden.
2. Zweitens geht man von einer Tendenz des schnellen Handelns aus. Hierbei erhöhen sich Bereitschaft zum Risiko und zu Regelverstößen, gleichzeitig aber auch die Tendenz zur Flucht.
3. Zuletzt kann eine Degeneration der Hypothesenbildung einsetzen, welche zur Entkonkretisierung von Zielen führt. Hypothesen werden allgemeiner formuliert und auf eine näher eingehende Fehlersuche wird verzichtet.

## Methodische Problemlösung
Methoden zur Problemlösung unterscheiden sich in lineare und dynamische Verfahren. Einfache Probleme (z. B. Finden des nächsten Parkplatzes) erfordern meist keine aufwendigen Strukturen. Sie lassen sich gut mit einem linearen Verfahren (Problemdefinition, Umweltanalyse, Lösungsentwicklung) lösen. Komplexe Probleme (z. B. Friedensverhandlung nach einem Bürgerkrieg) sind in ihrer Gänze nicht zu erfassen und beschreiben. In solchen Fällen wird der Problemlösungsprozess selbst Teil der Lösung; wie z. B. beim Karfreitagsabkommen in Nordirland oder dem Friedensprozess im Nahen Osten. Es kommen dynamische Verfahren zum Einsatz. Viele dieser Verfahren kommen aus der Softwareentwicklung. Wird die Problemumgebung als System betrachtet, so können zu seiner Lösung verschiedene Problemlösungsverfahren aus dem Konzept des System Engineering angewendet werden. Diese Vorgehensweise ist insbesondere für die Problemlösung in komplexen soziotechnischen Systemen wie z. B. Unternehmen geeignet.
Alle Modelle haben wie auch andere grundsätzliche Ähnlichkeiten. Gemeinsam ist allen Modellen eine dreistufige Struktur:
- Exploration des Problems mit anschließender Arbeitsformulierung
- Exploration der möglichen Lösungen mit anschließender Eingrenzung auf aussichtsreiche Lösungsstrategien
- Einführung einiger weniger Lösungen mit anschließender Rückkontrolle.

### Beispiele für Lösungsmethoden
- 6-Stufen-Modell des REFA-Verbandes
- Agile Softwareentwicklung
- Design Thinking
- Problemlösungsprozess des Lehrgangs Creativity, Innovation and Change der Open University[16]
- SPALTEN[17]
- TRIZ

## Nicht-menschliches Problemlösen

### Algorithmen
Als Algorithmus wird ein Lösungsverfahren bezeichnet, das in eindeutiger Weise von einem Ausgangszustand zu einer Lösung führt. So berechnet der Euklidische Algorithmus für zwei natürliche Zahlen die größte natürliche Zahl, die in beiden natürlichen Zahlen als Teiler enthalten ist. Algorithmen können automatisiert ausgeführt werden und führen immer zu einer Lösung. Deshalb kann man Algorithmen auch als Computerprogramme schreiben und die automatische Lösung an einen Computer delegieren.
Heuristiken im engeren Sinne (also Heuristiken, die sich nicht als Algorithmen schreiben lassen) können nicht so einfach in Computerprogramme überführt werden. So gibt es für das „Problem des Handlungsreisenden“ (eine Reiseroute zwischen vielen Orten soll optimiert werden) zwar eine algorithmische Lösung, aber diese ist wegen ihrer Zeit- und Ressourcenbelastung praktisch nicht zu realisieren, wenn die Anzahl der zu besuchenden Orte sehr groß ist. Hier kommt man mit einer Heuristik weiter, die nur anstrebt, eine möglichst gute Lösung zu finden. Um diese nur suboptimale Lösung programmtechnisch durch einen Computer lösen zu lassen, braucht man dann wieder einen Algorithmus, der die suboptimale Lösung eindeutig wirksam macht. Allerdings wird durch dieses Verfahren nicht automatisch auch die Ursprungsproblematik eindeutig gelöst.

### Problemlösen durch künstliche Intelligenz
In diesem Artikel geht es um Problemlösungsstrategien von natürlichen Wesen. Für das abgeleitete Anwendungsgebiet in der Künstlichen Intelligenz, in dem versucht wird, formalisierte Schlussweisen zur Lösung von Problemen einzusetzen, siehe Automatisches Problemlösen.

## Forschung
Die Problemlösung wurde nach dem Ende der deutschen Denkpsychologie und dem folgenden Desinteresse des Behaviourismus erst in den 1950er Jahren durch die Kognitive Wende der Kognitionswissenschaft zum Schwerpunkt weiterer Forschung. Einen starken Anstoß gab die neue Informationswissenschaft, durch die Problemlösungen in der Computersprache zu entwickeln waren (Funke, S. 26ff.)
Die Forschung Lösung komplexer Probleme hat sich in Nordamerika und in Europa auf verschiedene Ziele konzentriert. Die nordamerikanische Richtung geht von Problemlösung in abgetrennten, natürlichen Wissensdomänen aus, die europäische auf komplexere, semantisch reiche Probleme, die gerne mit Computerszenarien dargestellt werden.
In Europa hat dies einmal der Brite Donald E. Broadbent (1977) und zum anderen Dietrich Dörner (1975, 1985) in Deutschland vorangetrieben. Dörner interessierte sich für das Zusammenspiel von kognitiven, motivationalen und sozialen Komponenten der Problemlösung. (Funke, S. 135ff.)
In Nordamerika haben Herbert A. Simon (Logic Theorist) und er mit Nevell (Human Solving Problem, 1972) mehr für semantisch reiche Probleme verschiedener natürlicher begrenzter Wissensdomänen wie Physik, Schreiben etc. versucht, eine globale Theorie der Problemlösung zu finden und eine Expertise zu entwickeln, etwa für den Schachcomputer (Chase, Simon, 1973).